# Legitimitat
La legitimitat és el concepte que garanteix que una institució o persona té dret a exercir el poder que li ha estat atorgat, segons les lleis vigents o els principis morals socialment acceptats. Cada sistema té el seu propi criteri de legitimitat, mentre que en les monarquies medievals era l'herència del llinatge, en els països democràtics el vot concedeix legitimitat al guanyador de les eleccions. La legitimitat pot venir donada per la divinitat com en el cas del Papa catòlic o del sobirans del Regne Unit i dels Països Baixos que són reis o reines deo gratias. En altres casos la llegitimitat dels governadors prové pel poble civil, mitjançant el contracte social.